# アフガン・プレミアリーグ
アフガン・プレミアリーグ（英: Afghan Premier League、略称: APL）は、アフガニスタンサッカー連盟が主催している、アフガニスタンにおけるプロサッカーの最上位リーグである。

## 概要
現在のリーグが出来る以前もナショナル・リーグが存在していたが、2006年より国内事情のためアフガニスタン全32州（現在は34州）が地域ごとに7つのリーグに分割され、それぞれの地方で1つずつスタジアムを使用してリーグを戦うことになった。トップリーグは12チームで構成される。スタジアム不足のため、リーグの試合はガジ・スタジアム1会場でのみ行われ、それぞれ異なる日に1試合ずつ試合を行う形態が取られてきた。
2012年より各7地域リーグの優勝チームが参加するプロサッカーリーグとして、アフガン・プレミアリーグが発足した。優勝決定戦となった西部ヘラート州ヘラート代表のトゥーファン・ハリロド対北部バルフ州マザーリシャリーフ代表のシモーグ・アルボーズの一戦には、スタジアムをぎっしりと埋める4,000人を超える観客が集まった。

## 所属クラブ
2010シーズン時点
| クラブ                           | ホームタウン |
| -------------------------------- | ------------ |
| カーブル・バンクFC               | カーブル     |
| オルドゥ・カーブルFC             | カーブル     |
| フラサン・カーブルFC             | カーブル     |
| セラミアシュトFC                 | カーブル     |
| エステグラルFC                   | カーブル     |
| ジャヴァン・アザディ・カーブルFC | カーブル     |
| ジャヴァン・ミナン・カーブルFC   | カーブル     |
| パミールFC                       | カーブル     |
| ハキム・サナィ・カーブルFC       | カーブル     |
| シューイ・カーブルFC             | カーブル     |
| マイワンド・カーブルFC           | カーブル     |
| サバウーン・カーブルFC           | カーブル     |

## 歴代優勝クラブ

### アフガン・リーグ
- 1946：アリアナ・カーブルFC
- 1947：アリアナ・カーブルFC
- 1948：アリアナ・カーブルFC
- 1949：アリアナ・カーブルFC
- 1950：アリアナ・カーブルFC
- 1951：アリアナ・カーブルFC
- 1952：アリアナ・カーブルFC
- 1953：アリアナ・カーブルFC
- 1954：アリアナ・カーブルFC
- 1955：アリアナ・カーブルFC
- 1956-94：不明
- 1995：カルラッパン
- 1996：不明
- 1997-98：マイワンド・カーブルFC
- 1999-02：不明
- 2003：レッド・クレセント・ソサエティ
- 2004：オルドゥ・カーブルFC
- 2005：オルドゥ・カーブルFC
- 2006：オルドゥ・カーブルFC
- 2007：オルドゥ・カーブルFC
- 2008：オルドゥ・カーブルFC[注釈 1]
- 2009：カーブル・バンクFC
- 2010：カーブル・バンクFC

### アフガン・プレミアリーグ
- 2012：トゥーファン・ハリオドFC
- 2013：シャヒーン・アスマイーFC
- 2014：シャヒーン・アスマイーFC
- 2015：デ・スピン・ガール・バザンFC
- 2016：シャヒーン・アスマイーFC
- 2017：シャヒーン・アスマイーFC
- 2018：トゥーファン・ハリオドFC
- 2019：トゥーファン・ハリオドFC
- 2020：シャヒーン・アスマイーFC
- 2021：シャヒーン・アスマイーFC

## クラブ別優勝回数
| クラブ名                     | 回数 | 優勝年                             |
| ---------------------------- | ---- | ---------------------------------- |
| シャヒーン・アスマイーFC     | 6    | 2013, 2014, 2016, 2017, 2020, 2021 |
| トゥーファン・ハリオドFC     | 3    | 2012, 2018, 2019                   |
| デ・スピン・ガール・バザンFC | 1    | 2015                               |